# Jurançon
Jurançon település Franciaországban, Pyrénées-Atlantiques megyében. Lakosainak száma 7063 fő (2022. január 1.). Jurançon Billère, Gan, Gelos, Laroin, Lons, Pau és Saint-Faust községekkel határos.

## Népesség
A település népességének változása:
| Lakosok száma | 7094 | 7113 | 7374 | 7094 | 7098 | 7102 | 7083 | 7064 | 7063 |
|               | 2013 | 2015 | 2016 | 2017 | 2018 | 2019 | 2020 | 2021 | 2022 |